# Diana Lopez
Diana Lopez (* 7. Januar 1984 in Houston) ist eine US-amerikanische Taekwondoin. Sie startet in der Gewichtsklasse bis 57 Kilogramm.
Lopez, deren Eltern aus Nicaragua in die USA emigrierten, kommt aus einer sportbegeisterten Familie, auch ihre drei Brüder Steven, Mark und Jean sind erfolgreiche Taekwondoin. Steven Lopez ist mit zwei Olympiasiegen und fünf Weltmeistertiteln der erfolgreichste Athlet im modernen Vollkontakt-Taekwondo, Jean ist Dianas Trainer, Gründer der Lopez Taekwondo Academy und US-Nationaltrainer. Diana Lopez feierte ihre ersten internationalen Erfolge bei Juniorenweltmeisterschaften, 1998 in Istanbul und 2000 in Killarney gewann sie in der Klasse bis 52 Kilogramm jeweils den Titel.
Im Erwachsenenbereich nahm Lopez in Jeju-si erstmals an der Weltmeisterschaft 2001 teil, schied jedoch in ihrem Auftaktkampf aus. Im folgenden Jahr gewann sie in Quito bei den Panamerikameisterschaften schließlich ihren ersten internationalen Titel im Erwachsenenbereich. Bei der Weltmeisterschaft 2005 wurde sie in der Klasse bis 59 Kilogramm Weltmeisterin, 2007 erkämpfte sie sich in Peking mit Bronze eine weitere WM-Medaille.
Lopez nahm an den Olympischen Spielen 2008 in Peking teil. In der Klasse bis 57 Kilogramm erreichte sie das Viertelfinale, wo sie gegen Azize Tanrıkulu verlor. Mit zwei Siegen in der Hoffnungsrunde erkämpfte sie sich noch eine Bronzemedaille. Ebenfalls olympische Medaillen gewannen damals auch ihre Brüder Steven und Mark. Damit konnten erstmals drei Geschwister in einem Jahr in drei verschiedenen Wettbewerben olympische Medaillen gewinnen.
Beim amerikanischen Olympiaqualifikationsturnier 2011 in Santiago de Querétaro siegte Lopez im entscheidenden Kampf um den dritten Platz und qualifizierte sich für ihre zweiten Olympischen Spiele 2012 in London. Dort belegte sie den siebten Platz.
Diana Lopez studiert an der Universität Houston Erziehungswissenschaften.